# Oșești
Oșești è un comune della Romania di 3 284 abitanti, ubicato nel distretto di Vaslui, nella regione storica della Moldavia. 
Il comune è formato dall'unione di 4 villaggi: Buda, Oșești, Pădureni, Vâlcele.